# Баха ад-Дін Сам III
Баха ад-Дін Сам III (перс. بهاء الدین سام; помер 1213) — малік династії Гурідів.